# Assuão
Assuão (português europeu) ou Assuã (português brasileiro) (em árabe: أسوان; em grego clássico: Συήνη Siena) é uma cidade do sul do Egito, distante 950 quilómetros do Cairo. É a capital da província de Assuão.
Assuão é um centro de comércio e de turismo importante para a nação, localizado ao norte da represa de Assuão, na margem leste do rio Nilo, na primeira catarata. A moderna cidade de Assuão se expandiu e inclui a comunidade anteriormente separada ilha de Elefantina.
Faz parte da Rede de Cidades Criativas da UNESCO na categoria de artesanato e arte popular.

## História
Assuão é a antiga cidade de Swenett ou Taseti, mais tarde conhecida como Siena, que na antiguidade era a cidade fronteiriça sul do Egito Antigo. Supõe-se que "Siena" derivou de uma deusa egípcia de mesmo nome. Esta deusa mais tarde foi identificada como Ilítia pelos gregos e Lucetia pelos romanos durante a ocupação do Egito Antigo por causa da associação semelhante de suas deusas com o parto, e cuja importância seria "o abridor". O antigo nome da cidade também é derivado do símbolo egípcio para "comércio", ou "mercado".
Como os antigos egípcios se orientavam para a origem das águas vivificantes do Nilo no sul, e como Siena era a cidade mais ao sul do país, o Egito sempre concebeu seu "abrir" ou início em Siena. A cidade ficava sobre uma península na margem direita (leste) do Nilo, imediatamente abaixo (e ao norte) da primeira catarata do Nilo, que se estendem até Filas. A navegação para o delta é possível a partir deste local sem encontrar uma barreira.
As Pedreiras do Antigo Egito localizadas em Siena eram reconhecidas por sua qualidade, e especialmente pela rocha granítica chamada sienito. As pedreiras forneceram as estátuas colossais, obeliscos e santuários monolíticos que são encontrados em todo o Egito, incluindo as pirâmides; e os vestígios dos esforços dos pedreiros que trabalharam nestes locais há 3.000 anos ainda são visíveis na rocha nativa. Elas ficam em ambas as margens do Nilo, e uma estrada, de 6,5 km de comprimento, as corta entre Siena e Filas.
Siena era igualmente importante como posto militar e local de tráfego. Sob cada dinastia, era uma cidade-guarnição; e aqui pedágios e alfândegas eram cobrados de todos as embarcações que passavam para o sul e para o norte. Por volta de 330, a legião aqui estacionada abrigou o bispo de Alexandria; mais tarde tornou-se a Diocese Copta de Siena. A cidade é mencionada por vários escritores antigos, incluindo Heródoto, Estrabão, Estêvão de Bizâncio, Ptolemeu, Plínio, o Velho, Vitrúvio, e aparece no Itinerário de Antonino. Também pode ser mencionado no Livro de Ezequiel e no Livro de Isaías.
Mais de 2000 anos atrás o polímata grego Eratóstenes esteve em Assuão para calcular, de maneira precisa para seu tempo, a circunferência da Terra.

## Geografia
A latitude da cidade de Assuão era um objeto de grande interesse para os antigos geógrafos e matemáticos. Eles acreditavam que estava imediatamente sob a linha do Trópico de Câncer, e que no dia do solstício de verão, um bastão posicionado verticalmente não lançava sombra. Eles notaram que o disco do sol foi refletido em um poço profundo (ou cisterna) ao meio-dia. Esta afirmação é apenas aproximadamente correta; no solstício de verão em Assuão alguma sombra dificilmente poderia ser discernida, fazendo com que o Sol pareça projetar-se quase que na vertical. Tal ocorrência foi fundamental para calcular a circunferência da Terra.
O Nilo tem quase 650 m de largura acima de Assuão. A partir desta cidade fronteiriça até a extremidade norte do Egito, o rio corre por mais de 1.200 km  sem barreiras ou cataratas. No passado, a viagem fluvial de Assuão até Alexandria geralmente levava de 21 a 28 dias com clima favorável.

## Infraestrutura

### Educação
Em 2012, foi inaugurada a Universidade de Assuão, que possui sede na cidade. Assuão também abriga o Instituto Superior de Serviço Social de Assuão, estabelecido em 1975.

### Transporte
A cidade é cortada pela Estrada Pan-Africana, que a liga a Luxor e Cairo, ao norte, e a Abul-Simbel e Uádi Halfa, ao sul. Outra estrada importante é a que faz a ligação entre Assuão e Berenice, no mar Vermelho.
Assuão é ligada a Cairo pela Ferrovia Cabo–Cairo, que também a conecta com Uádi Halfa. A ferrovia está incompleta em direção ao sul.
Outras infraestruturas de transporte fundamentais são o Porto de Assuão, o maior porto fluvial da região, e o Aeroporto Internacional de Assuão.

## Cultura e lazer
Na cidade estão alguns locais de relevante interesse histórico e cultural, bem como de lazer, como:
- Museu da Núbia, que possui 300 peças representando diferentes épocas: pré-histórica, faraónica ptolomaica, copta e islâmica;[8]
- O Jardim Botânico, com plantas exóticas provenientes de todo o mundo;
- A Ilha Elefantina, que separa o Nilo em dois canais em frente a Assuão. Possui para além do mais, ruínas dos templos de Quenúbis, de Sátis e do seu filho Anúquis. O nome atribuído à ilha é de origem árabe, pois as rochas assemelham-se a estes animais pela sua cor e pelas formas que detêm. Nesta ilha situa-se também o nilômetro, sistema utilizado pelos antigos egípcios para medir a altura das águas do Nilo;
- O Mausoléu do Agacão, um túmulo fatímida sendo cujo sepulcro feito de mármore de Carrara;
- O Mosteiro de São Simão, construído no século XII, acolheu os monges missionários que converteram alguns dos núbios ao Cristianismo;
- O Obelisco Inacabado, os templos do Egito foram, na sua grande maioria, construídos com granito vermelho proveniente das pedreiras de Assuão e é exactamente numa delas que se encontra este enorme Obelisco com cerca de 41 m e que poderá pesar cerca de 1.168 toneladas. Nas proximidades encontra-se o cemitério Fatimita;
- Os Túmulos dos Nobres, ou Vale dos Príncipes, datam do Reino Antigo (3100–2686 a.C.) e revelam no seu interior cenas da vida quotidiana;
- O Templo de Filas, desmontado e de novo erigido em Agilquia. Dedicada à deusa Ísis, contém um "mamisim" (casa de nascimento) e dois pilares;
- A Grande Barragem, construída na década de 1960, fornece água e electricidade a todo o Egito. O Templo de Calabexa pode ser avistado da barragem;[8]
- Na direcção de Edfu e muito perto da cidade fica Kabonejen, a primeira urbe.